# Премия «Грэмми» за лучшую песню современной христианской музыки

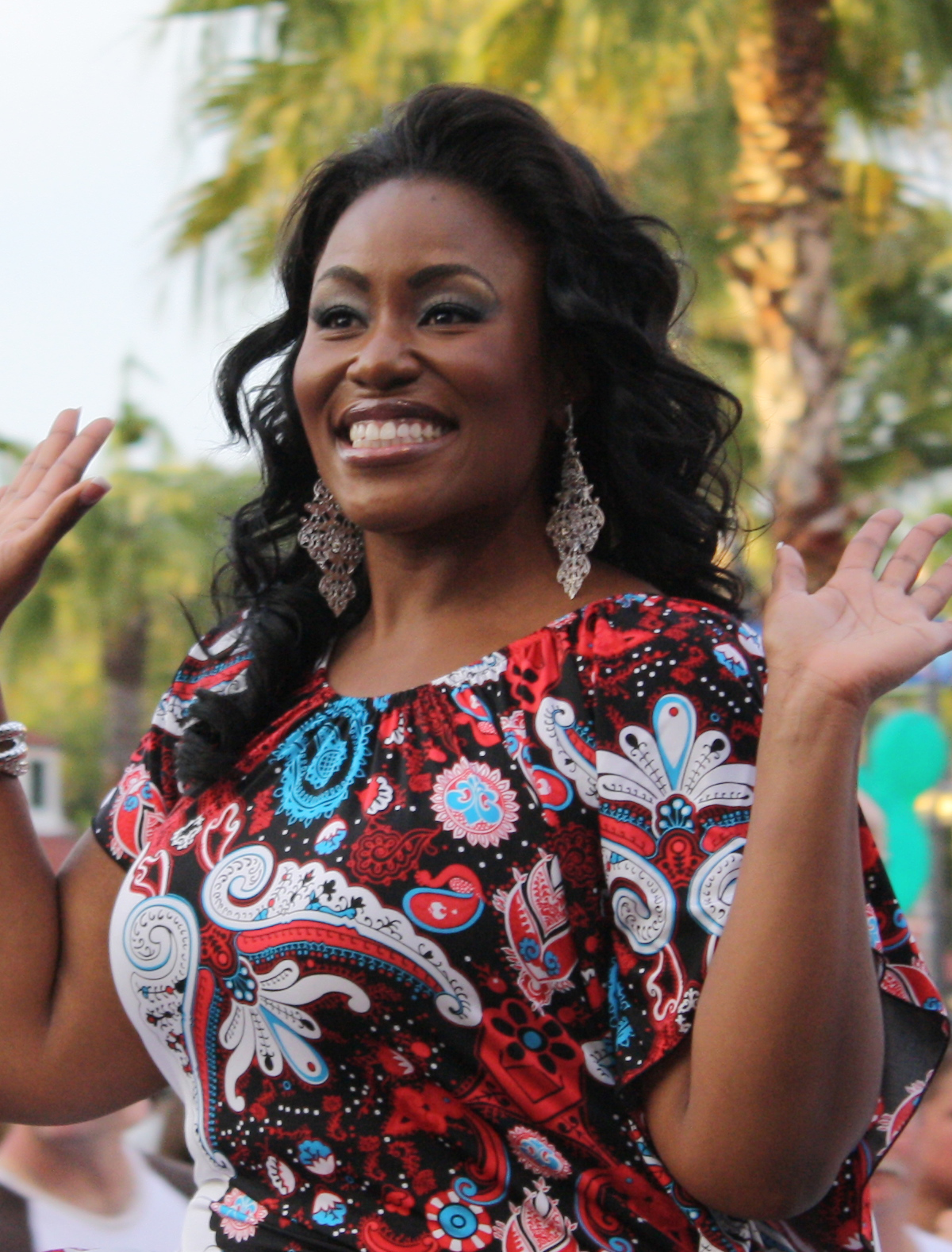
Mandisa (2014)

Премия Грэмми за лучшую песню современной христианской музыки (англ. Grammy Award for Best Contemporary Christian Music Song) вручается на ежегодной церемонии в США с 2012 года.
Одна из самых престижных наград в жанре современной христианской музыки и является одной из примерно 100 других номинаций этой премии, которая была учреждена в 1958 году.
Награда ежегодно присуждается Национальной академией искусства и науки звукозаписи за «художественные достижения, технические знания и общее превосходство в звукозаписывающей индустрии, без учёта продаж альбома и его позиции в чартах».
Категория «За лучшую песню современной христианской музыки» (Best Contemporary Christian Music Song) стала одной из новых категорий, созданный в ходе преобразований Grammy Awards в 2012 году. Эта награда возникла на основе разделения ранее существовавшей премии в категории Best Gospel Song (2006-2011) на две новые: отдельно для стиля госпел и для современной христианской музыки.

## История
| Год  | Авторы                                                             | Работа                                                          | Исполнитель                        | Номинанты | Ссылка |
| ---- | ------------------------------------------------------------------ | --------------------------------------------------------------- | ---------------------------------- | --- | ------ |
| 2014 | David Garcia, Ben Glover & Christopher Stevens                     | «Overcomer»                                                     | Mandisa                            | - Matt Bronleewe, Natalie Grant & Cindy Morgan — Hurricane (Natalie Grant) - Steven Curtis Chapman — Love Take Me Over (Steven Curtis Chapman) - Toby McKeehan, Jamie Moore & Ryan Stevenson — Speak Life (Tobymac) - Ed Cash, Scott Cash & Chris Tomlin — Whom Shall I Fear (God of Angel Armies) |        |
| 2013 | Jonas Myrin & Matt Redman tied with Israel Houghton & Micah Massey | «10,000 Reasons (Bless The Lord)» and «Your Presence is Heaven» | Matt Redman and Israel & New Breed | - Jason Ingram, Matt Maher, Matt Redman & Chris Tomlin for White Flag (Passion & Chris Tomlin) | [ 4 ]  |
| 2012 | Laura Story                                                        | «Blessings»                                                     | Laura Story                        | - Brandon Heath & Jason Ingram — «Your Love» (Brandon Heath) | [ 5 ]  |